# Мадрид (женский футбольный клуб)
Же́нский футбо́льный клуб «Мадри́д» (исп. Madrid Club de Fútbol Femenino, испанское произношение: [maˈðɾið ˈkluβ ðe ˈfuðβol]) — испанский женский футбольный клуб, основанный в 2010 году.

## История
Женский футбольный клуб «Мадрид» был основан в 2010 году Альфредом Ульо, который в знак уважения к «Реал Мадриду» решил, что игроки будут играть также в белой форме, хотя формальной связи между клубами нет. В 2014 году ходили слухи, что «Мадрид» и «Реал Мадрид» объединятся в одну команду, но данные оказались необоснованными.